# Odostomia turricula
Odostomia turricula är en snäckart som beskrevs av Dall och Bartsch 1903. Odostomia turricula ingår i släktet Odostomia och familjen Pyramidellidae. Inga underarter finns listade i Catalogue of Life.